# Övertalning (roman)
Övertalning (originaltitel: Persuasion) är Jane Austens sista fullbordade roman och gavs ut postumt 1818 tillsammans med Northanger Abbey. Austen var svårt sjuk när hon skrev romanen och hon avled strax efter att den blev färdig år 1817. Austen liknas ofta vid bokens huvudperson, Anne Elliot, då de båda avslutat en förlovning trots att de var förälskade i friaren.
Slutet på historien skrev Jane Austen ursprungligen annorlunda, men kände sig inte nöjd och skrev därför om det. Dessa kapitel brukar kallas "the cancelled chapters" och har i flera filmatiseringar delvis använts som tillägg till den slutgiltiga versionen.

## Handling
I centrum för handlingen står Anne Elliot, dotter till en adelsman med dåliga finanser. På grund av hans och den äldre systerns svårigheter att hålla ett fast grepp om familjens ekonomi efter moderns död tvingas de hyra ut familjegodset och i stället bosätta sig i Bath. Anne var i sin ungdom förälskad i och förlovad med en ung sjöman, Frederick Wentworth, och det är av en slump hans svåger och syster som bestämmer sig för att hyra godset. På grund av detta möts de båda på nytt, och trots att det gått många år sedan Anne av sin äldre väninna övertalats att avbryta deras förhållande inser hon att känslorna inte helt har försvunnit.

## Huvudkaraktärer
- Sir Walter Elliot, baronet som sedan sin hustrus död ständigt levt över sina tillgångar och på grund av detta är djupt skuldsatt. Mycket fåfäng man som uteslutande dömer personer han möter utifrån utseende och social ställning. Hemmahörande på Kellynch hall.

- Elizabeth Elliot, den äldsta dottern till sir Walter. Elizabeth är 29 år gammal när boken tar sin början och är ännu ogift. Har sedan länge aspirerat på att gifta sig med faderns arvinge, och blivit djupt besviken när denne gifte sig på annat håll.

- Anne Elliot är mellandottern i familjen Elliot. Hon är 27 år gammal, ogift och anses nu vara för gammal för äktenskapsmarknaden. I sin ungdom var hon en söt och sprudlande ung flicka, men sedan hon i 19-årsåldern övertalades att bryta förlovningen med Frederick Wentworth har hon blivit allt blekare och präglad av hjärtesorg. Hennes enda verkliga vän är moders väninna och Annes gudmor, lady Russell, som dock ansåg att Frederick Wentworth var olämplig på grund av sin fattigdom och låga sociala rang.[2][3]

- Mary Musgrove, sir Walters yngsta dotter som gift sig med äldste sonen till en aktningsvärd godsägare i grannskapet, Charles Musgrove. De har tillsammans två söner. Mary tror ofta att hon är sjuk och att hon blir illa behandlad av personer i sin närhet.

- Lady Russell, var lady Elliots nära väninna och bor i det närbelägna Kellynch Lodge. Anne är hennes favorit bland systrarna och de står varann mycket nära.

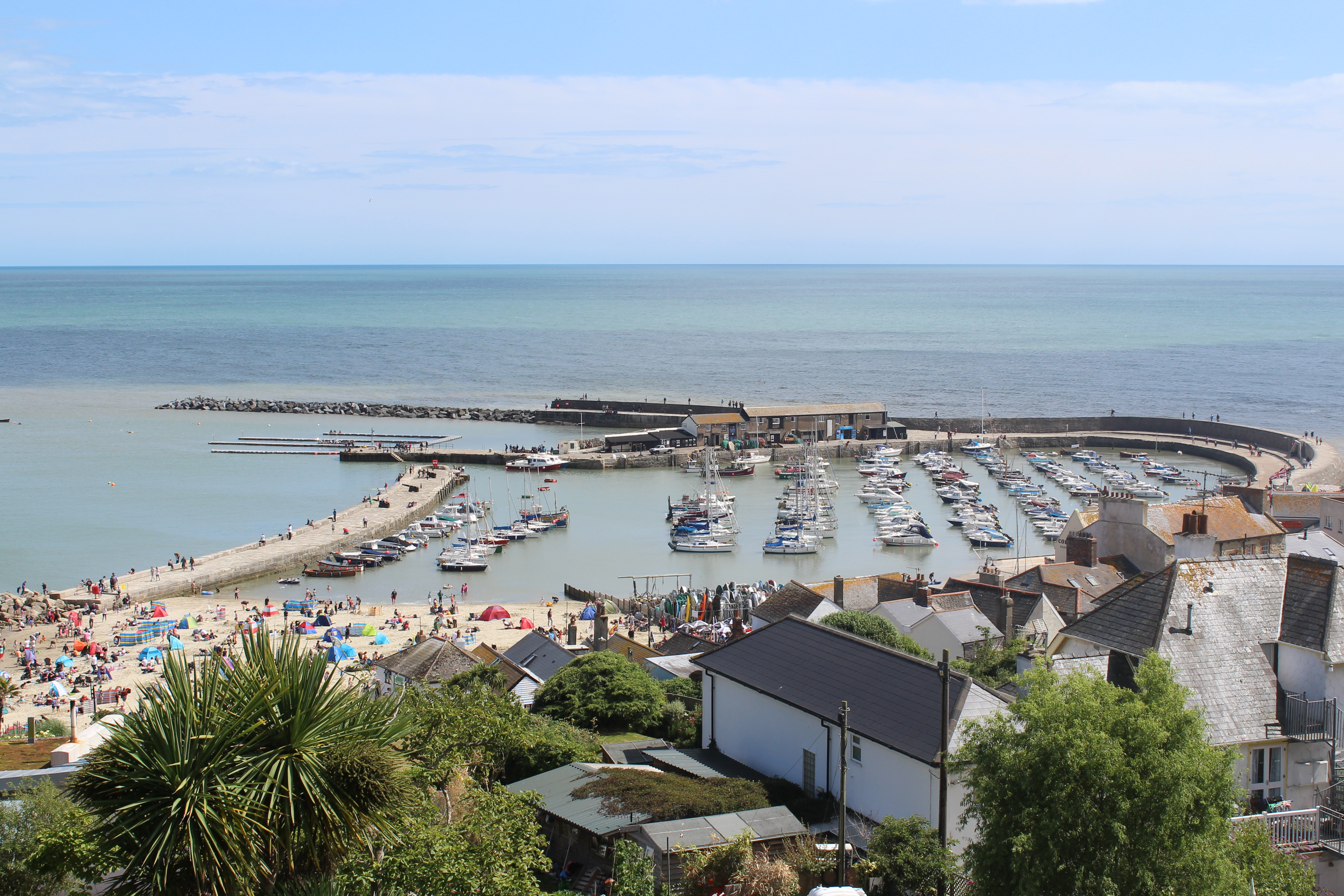
Lyme Regis där Louisa föll från havsväggen

- Mrs Clay, dotter till sir Walters advokat mr Sheperd, är en änka som sedan hon kommit att bo hos sin far har blivit Elizabeths väninna. Inbjuds att följa med till Bath. Anne misstänker att mrs Clay vill bli nästa lady Elliot.

- Kapten Frederick Wentworth var tidigare förälskad i Anne och även förlovad med henne tills hon bröt förlovningen. När han efter Napoleonkrigen återvänder till England har han haft stora framgångar till sjöss och gjort sig en förmögenhet och fått en helt annan ställning. Wentworth var 1800-talets nya ideal av gentleman, som gjort sin förmögenhet på hårt arbete istället för arv. Han var befälhavare till följd av sina insatser för den brittiska marinen i St Domingo. När han inte var till sjöss bodde han hos sin bror, pastor Edward Wentworth.[4]

- Amiral Croft är gift med kapten Wentworths syster Sophia och blir sir Walter hyresgäst när denne bestämmer sig för att flytta till Bath.

- Louisa Musgrove och Henrietta är Charles yngre systrar.

- Kapten Harville, en vän till kapten Wentworth. Harville skadade sig två år tidigare och har slagit sig ner med sin familj i närheten av Lyme.

- Kapten James Benwick, vän till kaptenerna Harville och Wentworth. Benwick har varit förlovad med Harvilles syster Fanny, men hon dog medan Benwick var till sjöss.

- Mr. William Elliot, sir Walters arvinge, i brist på egna söner. Gifte sig som ganska ung med en rik kvinna av lägre börd.

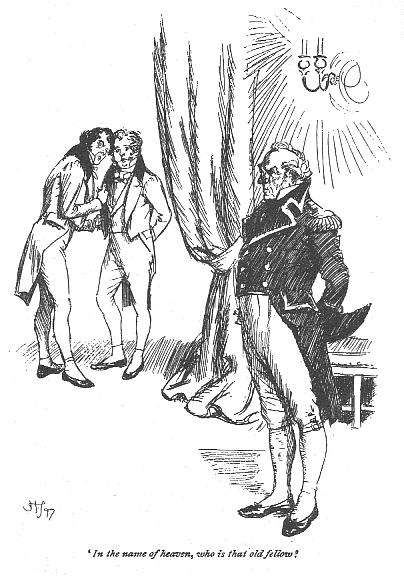
Illustration av Hugh Thomson (1860–1920).

- Mrs Smith, Annes väninna från skoltiden är sjuklig och utblottad. Hon bor i Bath för sin hälsas skull och Anne återupptar bekantskapen med henne när hon anländer till Bath. Mrs Smith har tidigare också varit nära bekant med mr Elliot.

## Svenska översättningar
Första gången Övertalning översattes till svenska var 1836, då med titeln Familjen Elliot: skildringar af engelska karakterer.
Därefter dröjde det till 1954, då boken utkom som Övertalning i översättning av Jane Lundblad med en inledning av översättaren. Denna översättning har sedan kommit i ytterligare sex upplagor, 1981, 1991, 1995, 1997, 1999 samt i en storstilsutgåva 2001. 2014 utkom en Jane Lundblad översättning till.
Eva Wennbom kom med en översättning 2008.
Maria Ekman kom med en översättning 2013.

## Filmatiseringar

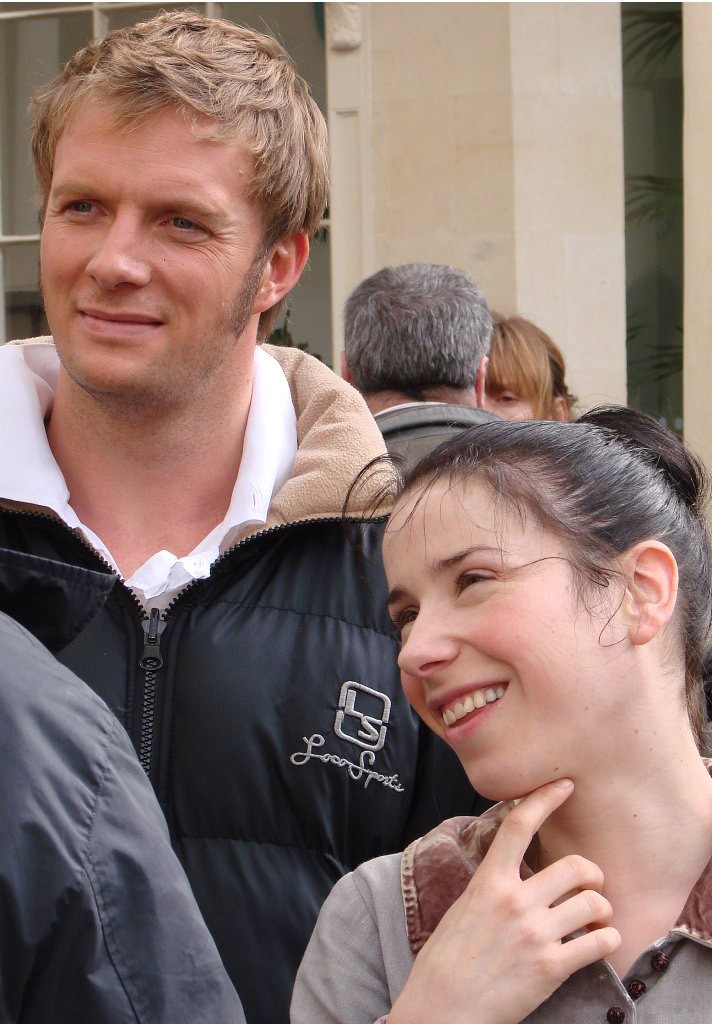
Rupert Penry-Jones (kapten Wentworth) och Sally Hawkins (Anne Elliott) i den brittiska tv-versionen av Övertalning från 2007

- 1960 - Övertalning, TV-serie, regisserad av Campbell Logan och med Daphne Slater och Paul Daneman i huvudrollerna
- 1971 - Övertalning, TV-serie i 5 avsnitt, regisserad av Howard Baker och med Anne Firbank och Bryan Marshall i huvudrollerna
- 1995 - Övertalning, TV-film, regisserad av Roger Michell och med Amanda Root och Ciarán Hinds i huvudrollerna
- 2007 - Övertalning, TV-film, regisserad av Adrian Shergold och med Sally Hawkins och Rupert Penry-Jones i huvudrollerna
- 2022 - Övertalning, Film Regisserad av Carrie Cracknell och med Dakota Johnson och Cosmo Jarvis i huvudrollerna.

## Fortsättningar och versioner avÖvertalning
Det har skrivits ett antal såväl fortsättningar som moderna versioner av Övertalning. Mest känd är På spaning med Bridget Jones av Helen Fielding, vilken också tycks vara den enda som översatts till svenska.
På engelska finns dock His Cunning or Hers av June Menzie, som utspelar sig under tiden i Bath, och består av brev från mrs Clay och mr Elliot samt Sir Willy av Jane Gillespie där mrs Clays två döttrar och hennes son tillsammans med mr Elliot står i handlingens centrum.
Bland versioner av Övertalning i modern miljö finns Such a girl av Karen V. Siplin och Persuading Annie av Melissa Nathan.